# Danae ruficornis
Danae ruficornis es una especie de coleóptero de la familia Endomychidae.

## Distribución geográfica
Habita en Kenia.